# آرمین رده
آرمین رُده (آلمانی: Armin Rohde؛ زادهٔ ۴ آوریل ۱۹۵۵) یک هنرپیشه اهل آلمان است.
از فیلم‌هایی که وی در آن نقش داشته است، می‌توان به آوای تندر، لولا می‌دود، شیوع و جانبداری اشاره کرد.